# Till Our Days Are Over
Till Our Days Are Over är en låt framförd av musikgruppen Lillasyster i Melodifestivalen 2022. Låten som deltog i den fjärde deltävlingen, gick vidare till semifinal (som tidigare hette andra chansen), men åkte ut.
Låten är skriven av duon själva, Ian-Paolo Lira, Jimmy Jansson, Martin  Westerstrand och Palle Hammarlund.